# Estadio Rodrigo Paz Delgado
El estadio Rodrigo Paz Delgado, conocido popularmente como Casa Blanca, es un recinto deportivo propiedad de la Liga Deportiva Universitaria, ubicado en la ciudad de Quito, Ecuador. Se sitúa en la intersección de la avenida John F. Kennedy y la calle Gustavo Lemos, en el sector de Ponceano.
El principal impulsor para la realización del estadio fue Rodrigo Paz, expresidente del club y actual presidente honorario, y el diseño del predio estuvo a cargo del arquitecto Ricardo Mórtola. La construcción del estadio inició el 1 de marzo de 1995 y terminó exactamente dos años después, el 1 de marzo de 1997, y tuvo un costo de 16 millones de dólares. El predio deportivo fue inaugurado el 6 de marzo de 1997 con un partido amistoso entre Liga Deportiva Universitaria y el Club Atlético Mineiro de Brasil.
El club ha conseguido cinco títulos internacionales en su historia, siendo la Recopa Sudamericana 2009 la única vuelta olímpica internacional en su estadio, ya que los otros cuatro títulos fueron conseguidos jugando de visitante o en sede neutral. Liga Deportiva Universitaria, en este estadio, también ha conseguido dar la vuelta olímpica por Campeonato Ecuatoriano de Fútbol, siendo estas en las ediciones de 1998, 2003, Apertura 2005, 2007, 2018 y 2023, e incluso ha conseguido dar la vuelta olímpica por Campeonato Ecuatoriano Serie B, siendo esta en la edición de 2001 tras el descenso a la Serie B el 5 de noviembre de 2000.
Aquí juega de local la selección ecuatoriana de fútbol desde 2020. Es el tercer estadio más grande de Ecuador con una capacidad de 42 000 espectadores, y tras una regulación municipal 41 575 personas reglamentariamente.
El 12 de junio de 2017, el estadio cambió su nombre a estadio Rodrigo Paz Delgado en homenaje al presidente honorario del club.

## Historia
Testigo de las finales de los tres torneos más importantes de América: Copa Libertadores 2008, Copa Sudamericana 2009 y 2011 y tres finales de la Recopa Sudamericana en los años 2009, 2010 y 2024. Además, una vez del Campeonato Sudamericano Sub-17 de 2011 y de las Eliminatorias Mundialistas de Corea del Sur y Japón 2002, Catar 2022 y Estados Unidos, México y Canadá 2026.
En 1991, Rodrigo Paz Delgado demostró que se podía construir una obra majestuosa para la gran hinchada de LDU. Siendo el alcalde de Quito en ese entonces, a petición de un importante grupo de hinchas albos encabezados por Raúl Vaca Bastidas presidente de LDU en ese entonces, el municipio capitalino cedió un terreno de siete hectáreas en el sector de Ponceano. El Estadio fue construido sobre planos de Ricardo Mórtola, un arquitecto especialista en estadios, que ha planificado escenarios en varios países. Se creó una Comisión Pro Construcción del Estadio de LDU, en la que figuras notables hicieron importantes aportes. El saldo fue financiado por el Banco Pichincha, Produbanco, Banco Guayaquil y Proinco. El costo total fue de 16 millones de dólares.
No existió ninguna inspiración más que el empuje de los hinchas y su deseo ferviente de contar con una auténtica "casa" para el equipo del país. Cabe decir que el estadio cuenta con un diseño similar al de los estadios ingleses: de mediana capacidad con tribunas a los costados y gramado impecable.
El ingeniero latacungueño Edwin Ripalda encargo el reto de adecuar el lote cruzado por dos quebradas de hasta 25 metros de profundidad. Mil obreros y decenas de máquinas trabajaron en remover 400 mil metros cúbicos de tierra. La construcción del estadio comenzó el 1 de marzo de 1995. Para el césped se trajeron semillas de Francia, que se sembraron en Cayambe. Cuando el estadio ya estuvo listo, se trajeron camiones con rollos de césped que se colocaron como si se tratase, literalmente, de una alfombra. A diario se quitaba toda raíz sospechosa de no ser el césped original. Durante el primer año todos los jugadores, trabajadores y demás, fueron obligados a lavar sus zapatos en pequeñas fosas a la entrada de la cancha para evitar que se introduzcan semillas extrañas.
Desde entonces, la mayor hinchada de Quito y una de las mayores del Ecuador, sigue escribiendo su historia en el marco de uno de los estadios más modernos y lujosos del continente.
Liga Deportiva Universitaria el 5 de marzo de 1997 dejó de jugar como local en el estadio Olímpico Atahualpa, pero oficialmente el club hace sus presentaciones como local en su propio estadio desde el 6 de marzo de 1997, en donde hizo su inauguración enfrentando en un partido amistoso al club brasileño Atlético Mineiro

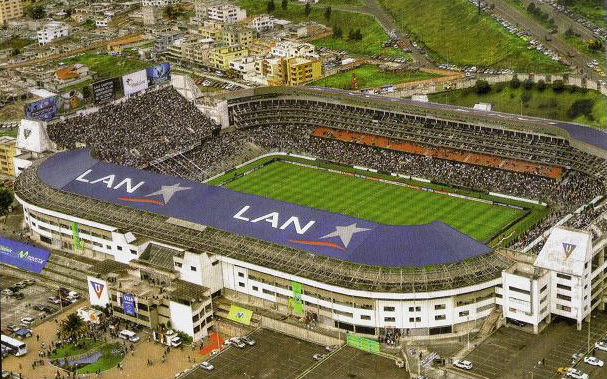
Vista aérea del estadio de Liga Deportiva Universitaria

### Inauguración: marzo de 1997

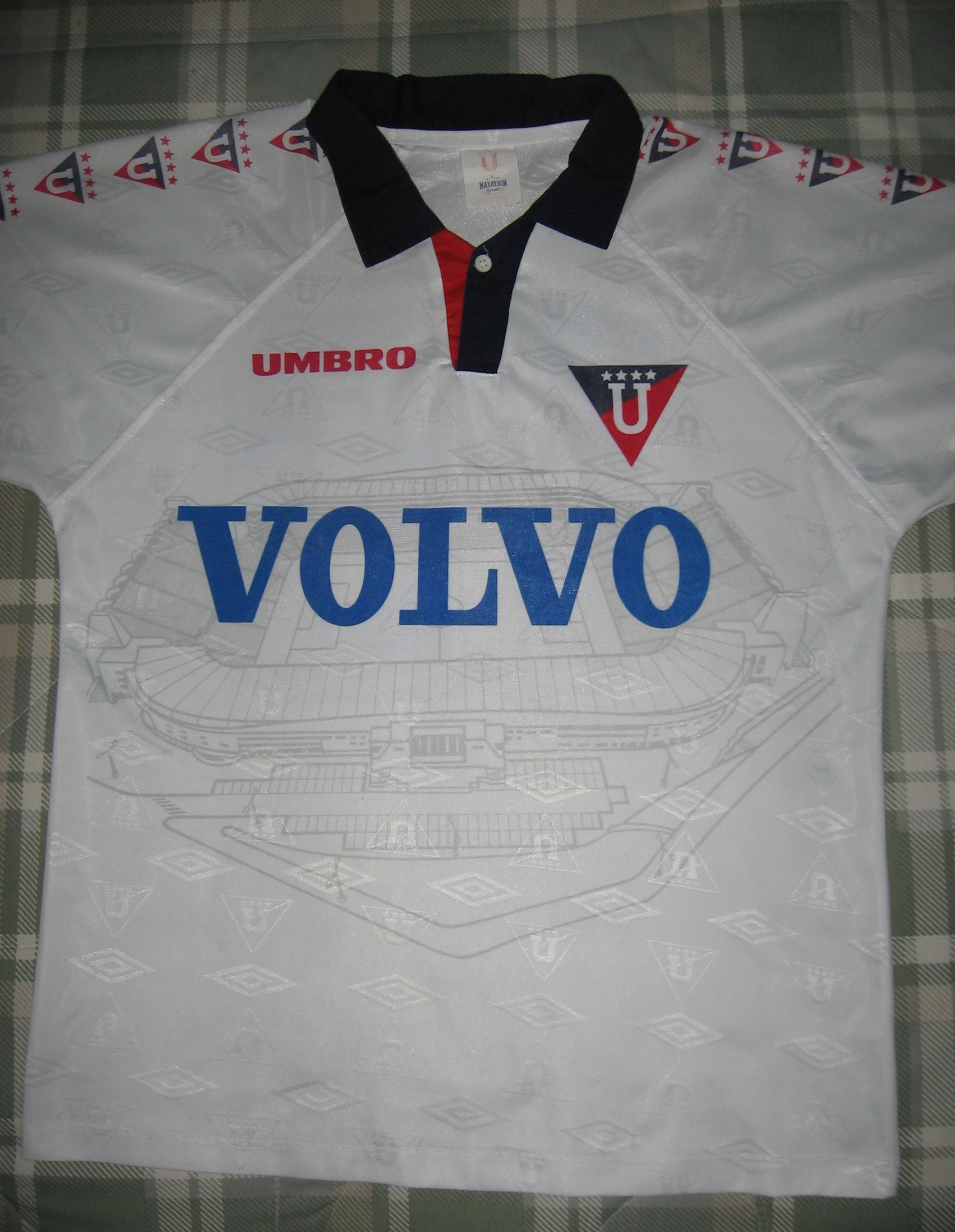
Camiseta de 1997 con la imagen del nuevo estadio en marca de agua.

El 6 de marzo de 1997, el estadio de Liga abrió sus puertas, un magnificó espectáculo de fuegos artificiales, acrobacias, etc. Fueron el telón del primer partido que LIGA jugaría en su propia cancha. El partido amistoso entre Liga y Atlético Mineiro terminó con el triunfo de los locales por 3 goles a 1, en LIGA alinearon Jacinto Espinoza, Danilo Samaniego, Miguel De Agostino, Ulises De La Cruz, Juan Elio Guamán, Nixon Carcelén, Marcos Da Bahía, Hjalmar Zambrano (Segundo Escobar), Paúl Guevara (Robert Macías) y Manoel Ferreira (Patricio Hurtado). Los goles fueron anotados por: Ferreira (31'), Guevara (72') y Hurtado (89'). Por Atlético Mineiro anotó Nino (52'). Ese primer triunfo de LIGA fue el preludio de varias victorias inolvidables para todos los hinchas, ya en su estadio, Liga ha conseguido dar 7 vueltas olímpicas (1998, 1999, 2003, 2005, 2007, 2018 y 2023) e incluso el único título de la Serie B (2001) tras el doloroso descenso a la Serie B el 5 de noviembre del 2000. De igual manera, Liga ha jugado en su estadio por Copa Libertadores en los años 1999, 2000, 2004, 2005, 2006, 2007, 2009, 2011, 2013, 2016, 2019, 2020, 2021, 2024 y 2025, pero es especialmente recordado el 2008, año en el que se coronó campeón. Por Copa Sudamericana en cambio 2003, 2004, 2005, 2006, 2008, 2010, 2011, 2015, 2017, 2018, 2021, 2022, 2024, pero igualmente son más recordados los años 2009 y 2023 años que salió campeón, y también por la ya desaparecida Copa Conmebol en 1998. La selección nacional también utilizó el estadio de Liga para jugar como local en Eliminatorias Mundialistas, el año 2000 ante Venezuela y ante Bolivia, fue sino hasta el año 2020, donde se decidió que el Estadio Rodrigo Paz Delgado sea la nueva sede principal de la Selección Ecuatoriana de Fútbol en sus partidos como local.
En 1999 LDU se coronó por primera vez campeón nacional fuera del recinto deportivo y después el festejo se trasladó al estadio Casa Blanca donde festejó el título con su hinchada y en 2010 LDU se coronó por segunda oportunidad campeón nacional fuera de su estadio y por primera vez campeón nacional fuera de Quito en el estadio Capwell de Guayaquil y después viajó a Quito donde festejó el título con su hinchada en su estadio, también hay una vuelta olímpica cuando se ganó el título internacional de la Recopa Sudamericana 2009.
De igual manera, LDU ha jugado en su estadio por Copa Libertadores en los años 1999, 2000, 2004, 2005, 2006, 2007, 2008 año en el que se coronó campeón, 2009, 2011, 2016, 2019, 2020 y 2021
Por Copa Sudamericana en cambio 2003, 2004, 2005, 2006, 2008, 2009 año en el que se coronó campeón, 2010, 2011, 2015, 2017, 2018 y 2021. Por Recopa Sudamericana en 2009 y 2010 dos años en el que se coronó campeón y por la extinta Copa Conmebol en 1998.
Por la Recopa Sudamericana LDU se enfrentó en este estadio el 9 de julio de 2009, en donde se coronó campeón frente al Internacional de Porto Alegre de Brasil, campeón de la Copa Sudamericana 2008, con un marcador de 3 goles a 0. Los goles los anotaron Carlos Espínola (10'), Claudio Bieler (40') y Enrique Vera (53').
La selección nacional también utilizó el estadio de LDU para jugar como local en Eliminatorias Mundialistas, en 2000 ante Venezuela y ante Bolivia. 
El 12 de junio de 2017 el estadio es bautizado como estadio Rodrigo Paz Delgado en homenaje al presidente honorario del club.

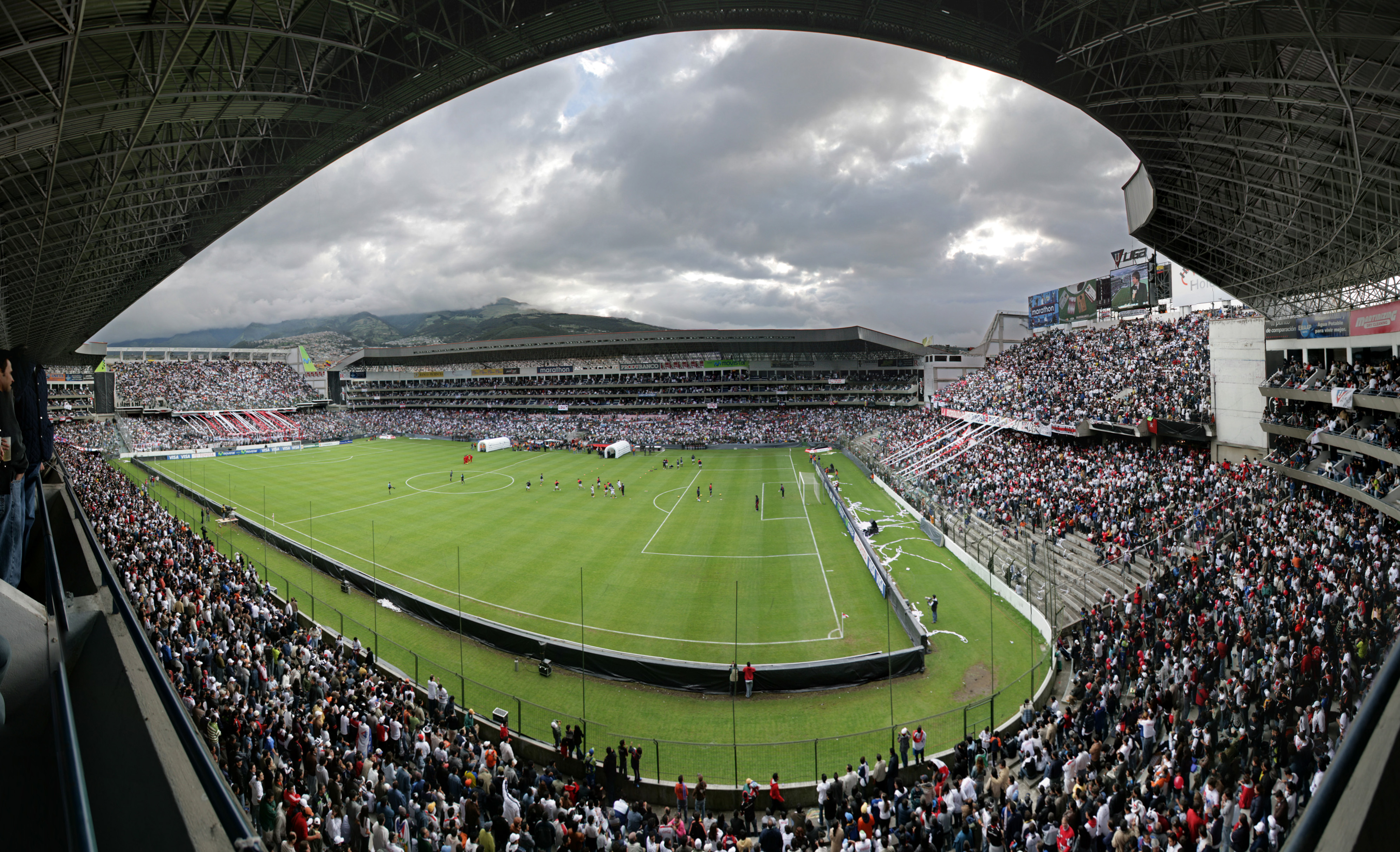
La Casa Blanca en la Libertadores de 2008.

## Primer partido en el estadio Casa Blanca
| 6 de marzo de 1997, 18:00 | LDU                                      | 3:1 (1:0) | Atlético Mineiro | Estadio Casa Blanca, Quito      |                                 |
|                           | Ferreira 31' · Guevara 72' · Hurtado 89' |           | Nino 52'         | Asistencia: 55.000 espectadores | Asistencia: 55.000 espectadores |

## Primer partido oficial en el estadio Casa Blanca
| 22 de marzo de 1997, 18:30 | LDU      | 1:1 (1:1) | Deportivo Quito | Estadio Casa Blanca, Quito      |                                 |
|                            | Ferreira | Reporte   | Vernaza         | Asistencia: 40.000 espectadores | Asistencia: 40.000 espectadores |

## Primera victoria de LDU en el estadio Casa Blanca
| 16 de abril de 1997, 18:30 | LDU                         | 4:1 (2:1) | Emelec  | Estadio Casa Blanca, Quito      |                                 |
|                            | Hurtado Ferreira León Bravo | Reporte   | Tenorio | Asistencia: 25.000 espectadores | Asistencia: 25.000 espectadores |

## Máximas goleadas de LDU en el estadio Casa Blanca
| Resultado | Rival       | Campeonato         | Fecha                   |
| --------- | ----------- | ------------------ | ----------------------- |
| 7 - 0     | Emelec      | Serie A de Ecuador | 27 de diciembre de 1998 |
| 7 - 0     | El Nacional | Serie A de Ecuador | 19 de junio de 2005     |
| 7 - 0     | River Plate | Copa Sudamericana  | 19 de noviembre de 2009 |

## Datos
- Nombre: Estadio Rodrigo Paz Delgado.
- Apodo: Casa Blanca.
- También conocido como:  "La Casa Blanca", "La Maravilla de Ponceano", "El Coloso de Ponceano".
- Propietario: Liga Deportiva Universitaria.
- Fecha de inauguración: 6 de marzo de 1997.
- Primer partido: Amistoso derrotando al Atlético Mineiro de Brasil por 3-1.
- Capacidad: 42 000 espectadores.[24]
  - Detalle: (Basado en los datos de la distribución oficial de la Federación Ecuatoriana de Fútbol).[24]
    - Suites:  442 suites, 7956 espectadores.
    - Palcos:  3161
    - Tribunas: 11 516
    - Generales: 18 561
- Parqueadero: 1280
- Área de terreno: 7.5 Has
- Ubicación: Norte de Quito, Urbanización La Esperanza.
- Localización  0° 06' 27, 71´´S  78° 29' 20, 51´´O.
- Altitud: 2726 m s. n. m.
- Cancha: Césped natural traído de Francia.
- Medidas de la cancha: 105 x 68 m.
- Eventos: Serie A de Ecuador; Copa Libertadores, Campeón 2008; Copa Sudamericana, Campeón 2009. Recopa Sudamericana 2009, Campeón. Recopa Sudamericana 2010, Campeón.

## Servicios
- Cuenta con cuatro camerinos
- Sala de prensa
- Salón vip
- Palco vip
- Palco de prensa
- Suite presidencial
- Ascensor para suites
- 2 Marcadores electrónicos con tiempo real de TV
- Baterías sanitarias para todas las localidades
- Iluminación artificial
- Cafeterías para todas las localidades
- Capilla
- Departamento médico
- Sala antidopaje
- Publicidad electrónica

## Dependencias del estadio
- Palco occidental Ramiro "El Tronco" Tobar
- Palco oriental Pietro Marsetti
- Tribuna occidental Armando Tito Larrea
- Tribuna oriental Carlos Ernesto Berrueta
- Edificio occidental de Suites Danilo Samaniego
- Edificio oriental de Suites Juan José Jota Jota Pérez
- General norte alta Francisco Tano Bertocchi
- General norte baja Hans Ortega
- General sur alta Jorge Cacique Tapia
- General sur baja Enrique Portilla
- Camerino de LDU Gustavo Tapia
- Camerino 2 César "El Flaco" Muñoz
- Camerino 3 Adolfo Pulpo Bolaños
- Sala de prensa Juan Rivadeneira
- Salón VIP Edwin Ripalda
- Sala administrativa Raúl Vaca Bastidas
- Sala médica Alfonso Rodríguez Cruz
- Sala antidopaje Eduardo Zambrano Iturralde
- Edificio de concentración Mario Zambrano Iturralde (Solo para Country Club LIGA en Pomasqui)
- Gimnasio Edison Realpe
- Cancha principal Polo Carrera Velasteguí
- Cancha alterna César Mantilla (Sólo para Country Club LIGA en Pomasqui)
- Arco norte Patricio Gallardo
- Arco sur Jacinto Espinoza

## Mejoras

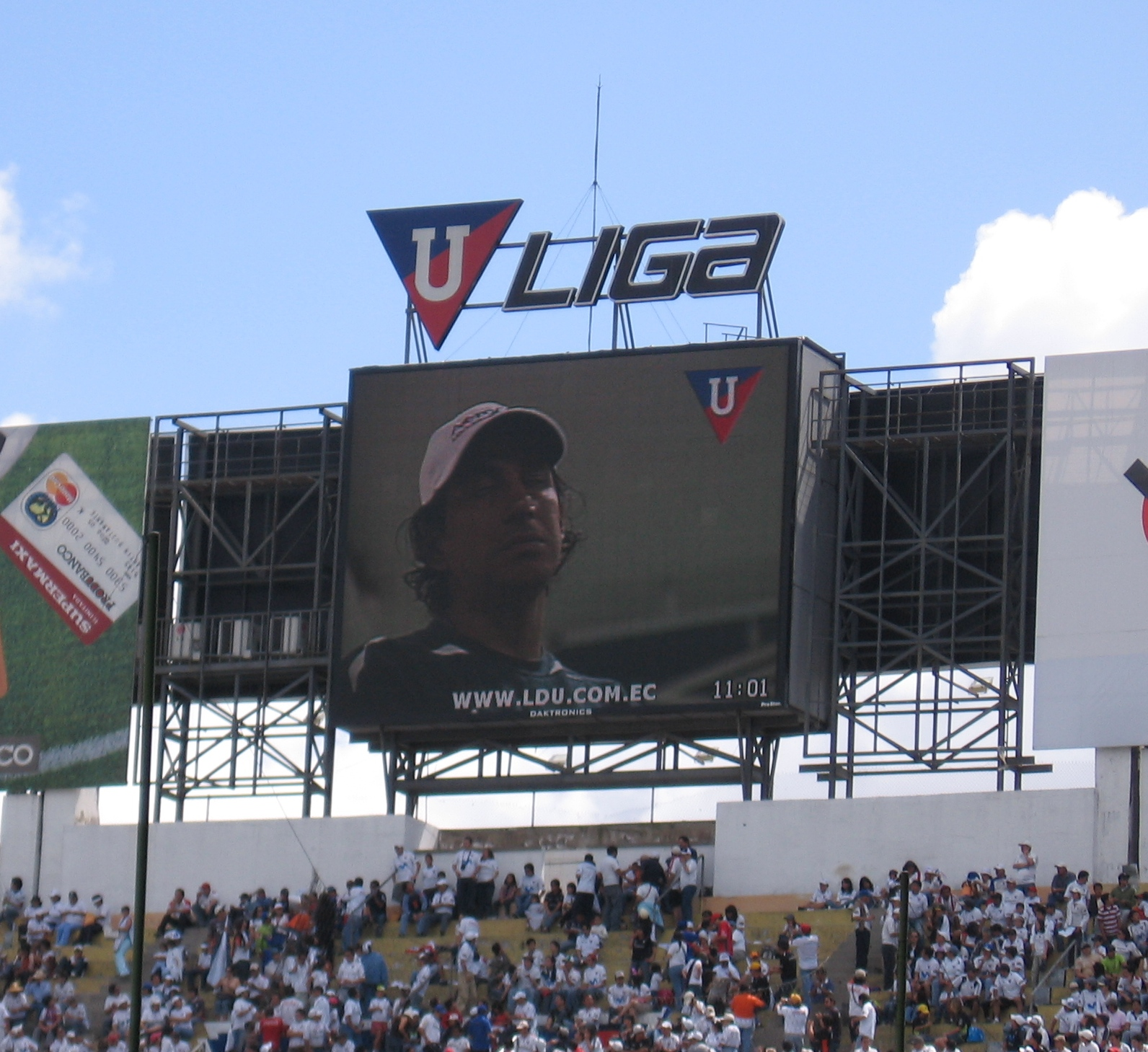
Marcador en el estadio de LDU.

El Proyecto de mejora del estadio Casa Blanca, busca tener un nuevo espacio público y coliseo deportivo de calidad mundial, teniendo como referencia a los mejores espacios de Europa y contando con asesoría internacional.
Partiendo del alarmante diagnóstico general de que ningún estadio en Ecuador cumplía con las recomendaciones de la FIFA 2011, se mantiene la idea de poner al estadio Casa Blanca la altura de los mejores recintos deportivos del planeta. A partir de agosto de 2011 se colocaron en el estadio nuevas pantallas LED alrededor del campo de juego.

### Instalación de butacas
Con el objetivo de mejorar la comodidad en los asistentes al estadio, el proyecto contempla la instalación de butacas individuales en casi todo el recinto, con la excepción de las Generales Alta y Baja Norte (Francisco Bertocchi y Hans Ortega) y Sur (Jorge Tapia y Polo Carrera Velasteguí), ocupados por las barras bravas de los clubes (en su lugar se mantendrán las gradas de cemento).

### Tablero marcador
El estadio cuenta con 2 pantallas gigantes, la primera ubicada en la parte alta de la General Norte inaugurada el 14 de diciembre del 2005 y la segunda de 10m x 8m en la parte alta de la General Sur inaugurada el 25 de agosto de 2017.

### Seguridad
LDU con la intención de mejorar los estándares de seguridad en el recinto de la Urbanización La Esperanza, instaló un moderno sistema de cuatro cámaras de vigilancia de última generación que son únicas en Ecuador y Latinoamérica. Las cámaras permiten grabar e identificar de modo exhaustivo a personas en cualquier sector del estadio que intenten cometer desmanes en el recinto deportivo. Este aparato tecnológico tiene un valor de US$ 180 mil.

### Sala de prensa
En la sala de prensa se encuentran los trofeos de los campeonatos nacionales e internacionales conseguidos, piezas y fotografías históricas.

### Luces LED
En julio de 2022 se realizó el cambio total del sistema de iluminación del estadio, pasando a ser LED con capacidad de 2800 lux y sistema RGB.

## Eventos internacionales

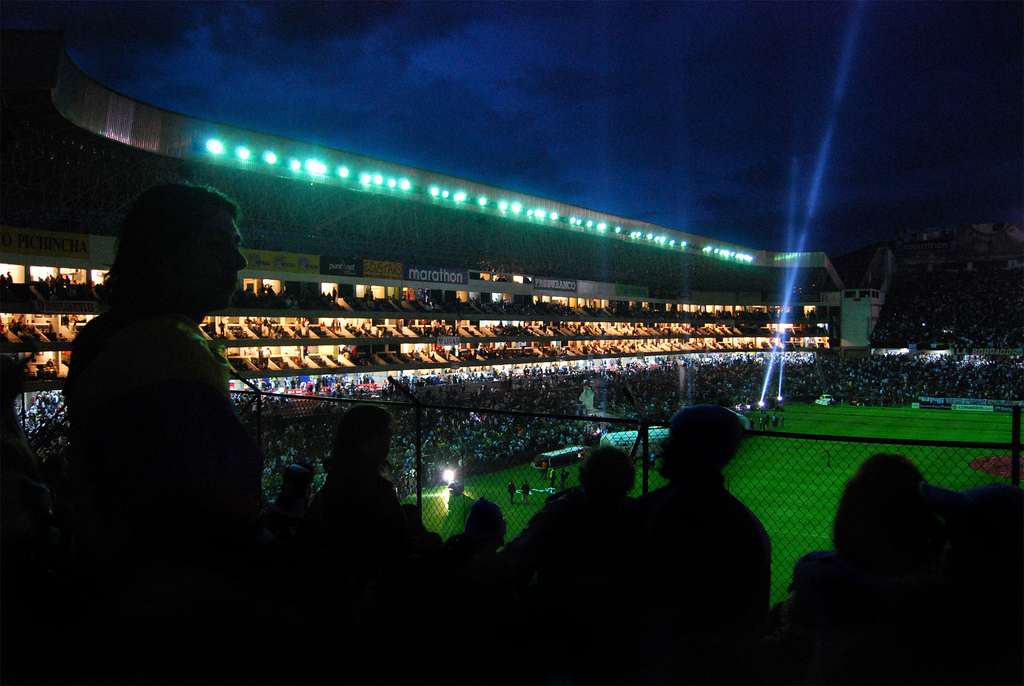
Estadio casa blanca. Final Libertadores 2008.

- Copa Libertadores 1999, 2000, 2004, 2005, 2006, 2007, campeón 2008, 2009, 2011, 2013, 2016, 2019, 2020, 2021, 2024
- Copa Sudamericana 2003, 2004, 2005, 2006, 2008, campeón 2009, 2010, subcampeón 2011, 2015, 2017, 2018, 2021, 2022, 2023
- Recopa Sudamericana campeón 2009, campeón 2010, 2024
- Copa Conmebol 1998
- Eliminatorias al Mundial de Corea y Japón 2002 en el año 2000. Se jugaron dos partidos uno contra Venezuela el 29 de marzo de 2000[29][30][31] y el otro contra Bolivia el 15 de agosto de 2000[32][29][33][34] ambos con triunfos de la Selección de Ecuador. Además, a partir de la eliminatoria para el mundial Catar 2022, se usa el estadio como sede permanente.

## Espectáculos y megaconciertos
- Paul McCartney Out There Tour, con una asistencia de 40 000 personas el 28 de abril de 2014.

## Encuentros futbolísticos

### Partidos del sudamericano Sub-17 Ecuador 2011
En el estadio Casa Blanca se jugaron los siguientes partidos:
| 9 de abril de 2011, 15:50 | Paraguay      | 1:2 (0:2) | Colombia      | Estadio Casa Blanca, Quito       |                                  |
|                           | Benítez 90+1' |           | Cuero 12' 30' | Árbitro(s): Diego Lara (Ecuador) | Árbitro(s): Diego Lara (Ecuador) |

| 9 de abril de 2011, 18:00 | Ecuador             | 1:1 (0:1) | Uruguay        | Estadio Casa Blanca, Quito          |                                     |
|                           | Cevallos 58' (pen.) |           | San Martín 19' | Árbitro(s): Héctor Parra (Colombia) | Árbitro(s): Héctor Parra (Colombia) |

| 9 de abril de 2011, 20:10 | Argentina              | 2:3 (1:2) | Brasil                                        | Estadio Casa Blanca, Quito            |                                       |
|                           | Báez 31' · Andrada 80' |           | Leo 28' · Guilherme 33' · Matheus Barbosa 77' | Árbitro(s): Julio Quintana (Paraguay) | Árbitro(s): Julio Quintana (Paraguay) |

### Partidos de la selección ecuatoriana jugados en el estadio Casa Blanca
- Torneo: Eliminatorias para la Copa Mundial de Fútbol Corea del Sur y Japón 2002

| 29 de marzo de 2000 | Ecuador                    | 2:0 (1:0) | Venezuela | Estadio Casa Blanca, Quito                                         |                                                                    |
|                     | Delgado 18' · Aguinaga 57' |           |           | Asistencia: 37 288 espectadores Árbitro(s): Eduardo Gamboa (Chile) | Asistencia: 37 288 espectadores Árbitro(s): Eduardo Gamboa (Chile) |

| 16 de agosto de 2000 | Ecuador          | 2:0 (1:0) | Bolivia | Estadio Casa Blanca, Quito                                             |                                                                        |
|                      | Delgado 17', 59' |           |         | Asistencia: 25 000 espectadores Árbitro(s): Luis Solórzano (Venezuela) | Asistencia: 25 000 espectadores Árbitro(s): Luis Solórzano (Venezuela) |

- Torneo: Eliminatorias para la Copa Mundial de Fútbol Catar 2022

| 13 de octubre de 2020 | Ecuador                                         | 4:2 (2:0) | Uruguay                         | Estadio Rodrigo Paz Delgado, Quito                                           |                                                                              |
| 16:00 (UTC-5)         | M. Caicedo 15' · Estrada 45+4', 53' · Plata 75' | Reporte   | Suárez 83' (pen.), 90+5' (pen.) | Asistencia: Sin espectadores Árbitro(s): Wilmar Roldán VAR: Alexander Ospina | Asistencia: Sin espectadores Árbitro(s): Wilmar Roldán VAR: Alexander Ospina |

| 17 de noviembre de 2020 | Ecuador                                                                         | 6:1 (4:1) | Colombia               | Estadio Rodrigo Paz Delgado, Quito                                          |                                                                             |
| 16:00 (UTC-5)           | Arboleda 7' · Mena 9' · Estrada 32' · Arreaga 39' · Plata 78' · Estupiñán 90+2' | Reporte   | Rodríguez 45+1' (pen.) | Asistencia: Sin espectadores Árbitro(s): Jesús Valenzuela VAR: Andrés Cunha | Asistencia: Sin espectadores Árbitro(s): Jesús Valenzuela VAR: Andrés Cunha |

| 8 de junio de 2021 | Ecuador     | 1:2 (0:0) | Perú                      | Estadio Rodrigo Paz Delgado, Quito                                          |                                                                             |
| 16:00 (UTC-5)      | Plata 90+2' | Reporte   | Cueva 62' · Advíncula 88' | Asistencia: Sin espectadores Árbitro(s): Esteban Ostojich VAR: Andrés Cunha | Asistencia: Sin espectadores Árbitro(s): Esteban Ostojich VAR: Andrés Cunha |

| 2 de septiembre de 2021 | Ecuador                    | 2:0 (0:0) | Paraguay | Estadio Rodrigo Paz Delgado, Quito                                      |                                                                         |
| 16:00 (UTC-5)           | Torres 88' · Estrada 90+5' | Reporte   |          | Asistencia: 9500 espectadores Árbitro(s): Andrés Matonte VAR: Juan Soto | Asistencia: 9500 espectadores Árbitro(s): Andrés Matonte VAR: Juan Soto |

| 5 de septiembre de 2021 | Ecuador | 0:0     | Chile | Estadio Rodrigo Paz Delgado, Quito                                              |                                                                                 |
| 16:00 (UTC-5)           |         | Reporte |       | Asistencia: 10 000 espectadores Árbitro(s): Facundo Tello VAR: Patricio Loustau | Asistencia: 10 000 espectadores Árbitro(s): Facundo Tello VAR: Patricio Loustau |

| 11 de noviembre de 2021 | Ecuador      | 1:0 (1:0) | Venezuela | Estadio Rodrigo Paz Delgado, Quito                                                |                                                                                   |
| 16:00 (UTC-5)           | Hincapié 41' | Reporte   |           | Asistencia: 25 000 espectadores Árbitro(s): Christian Ferreyra VAR: Nicolás Gallo | Asistencia: 25 000 espectadores Árbitro(s): Christian Ferreyra VAR: Nicolás Gallo |

| 27 de enero de 2022 | Ecuador    | 1:1 (0:1) | Brasil      | Estadio Rodrigo Paz Delgado, Quito                                             |                                                                                |
| 16:00 (UTC-5)       | Torres 75' | Reporte   | Casemiro 6' | Asistencia: 17 992 espectadores Árbitro(s): Wilmar Roldán VAR: Leodán González | Asistencia: 17 992 espectadores Árbitro(s): Wilmar Roldán VAR: Leodán González |

### Finales internacionales
Partido de ida final Copa Libertadores 2008
| 25 de junio de 2008 | LDU                                                | 4:2 (4:1) | Fluminense            | Estadio Casa Blanca, Quito                                         |                                                                    |
|                     | Bieler 2' · Guerrón 29' · Campos 34' · Urrutia 45' | Reporte   | Conca 12' · Neves 52' | Asistencia: 55 359 espectadores Árbitro(s): Carlos Chandía (Chile) | Asistencia: 55 359 espectadores Árbitro(s): Carlos Chandía (Chile) |

Partido de vuelta final Recopa Sudamericana 2009
| 9 de julio de 2009 | LDU                                 | 3:0 (2:0) | Internacional | Estadio Casa Blanca, Quito                                         |                                                                    |
|                    | Espínola 9' · Bieler 41' · Vera 53' | Reporte   |               | Asistencia: 55 000 espectadores Árbitro(s): Carlos Chandía (Chile) | Asistencia: 55 000 espectadores Árbitro(s): Carlos Chandía (Chile) |

Partido de ida final Copa Sudamericana 2009
| 25 de noviembre de 2009 | LDU                                               | 5:1 (2:1) | Fluminense   | Estadio Casa Blanca, Quito                                            |                                                                       |
|                         | Méndez 20', 43', 60' · Salas 79' · De la Cruz 87' | Reporte   | Marquinho 1' | Asistencia: 55 000 espectadores Árbitro(s): Roberto Silvera (Uruguay) | Asistencia: 55 000 espectadores Árbitro(s): Roberto Silvera (Uruguay) |

Partido de ida final Recopa Sudamericana 2010
| 25 de agosto de 2010 | LDU            | 2:1 (2:1) | Estudiantes | Estadio Casa Blanca, Quito                                            |                                                                       |
|                      | Barcos 8', 16' | Reporte   | Rojo 12'    | Asistencia: 45 000 espectadores Árbitro(s): Roberto Silvera (Uruguay) | Asistencia: 45 000 espectadores Árbitro(s): Roberto Silvera (Uruguay) |

Partido de ida final Copa Sudamericana 2011
| 8 de diciembre de 2011 | LDU | 0:1 (0:1) | Universidad de Chile | Estadio Casa Blanca, Quito                                         |                                                                    |
|                        |     | Reporte   | Vargas 43'           | Asistencia: 45 000 espectadores Árbitro(s): Diego Abal (Argentina) | Asistencia: 45 000 espectadores Árbitro(s): Diego Abal (Argentina) |

Partido de ida final Recopa Sudamericana 2024
| 22 de febrero | LDU        | 1:0 (0:0) | Fluminense | Estadio Rodrigo Paz Delgado, Quito                                          |                                                                             |
| 19:30 (UTC-5) | Arce 90+2' | Reporte   |            | Asistencia: 30 712 espectadores Árbitro(s): Andrés Rojas VAR: Nicolás Gallo | Asistencia: 30 712 espectadores Árbitro(s): Andrés Rojas VAR: Nicolás Gallo |